# Jannik Hastrup
Jannik Hastrup (født 4. maj 1941 i Næstved) er en dansk animator, kommunist, filminstruktør og filmproducer. Jannik Hastrup kom allerede 1959 i lære hos Bent Barfod, som var hans inspirator, hvor der ellers ikke fandtes mulighed for at få uddannelse i håndværket – animation. Han er særligt kendt for sine film om Cirkeline og samarbejdet med forfatterne Bent Haller og Flemming Quist Møller.
I 1988 modtog han en Æres-Bodil for sin samlede produktion.

## Spillefilm
- Cirkeline, Coco og det vilde næsehorn (2018)
- Cykelmyggen og Minibillen (2014)
- Cykelmyggen og Dansemyggen (2007)
- Cirkeline og Verdens mindste superhelt (2004)
- Drengen der ville gøre det umulige (2002)
- Cirkeline - Ost og Kærlighed (2000)
- Cirkeline - Storbyens Mus (1998)
- H.C. Andersen og den skæve skygge (1998)
- Aberne og det hemmelige våben (1995)
- Fuglekrigen i Kanøfleskoven (1990)
- Strit og Stumme (1986)
- Samson og Sally (1984)
- Bennys badekar (1971)

## Kortfilm
- Blot en drengestreg / Just a prank' (2015)
- Tefik, når du falder skal du rejse dig igen / Tefik, when you fall you get back up again (2014)
- Asylbarn - Jamila, Gid jeg kunne flyve / Jamila, if only I could fly (2013)
- Asylbarn - Solén, Jeg altid husker far / Solén, I always remember daddy (2013)
- Cirkeline i Fandango / Circleen in Fandango (2010)
- Krig og kager / War & Peas (2006)
- You've got sugar (2005)
- Eventyret om den dårlige samvittighed / A Tale about The Guilty Conscience (2005)
- Hund & fisk / Dog & Fish (2001)
- Tango jalousie (1996)
- Birdland - A History of Jazz – 4 episoder (1995)
- Havets sang / Song of the Sea (1993)
- Det er bare os høns / Aint Nobody here but us chickens (1992)
- Bjarne og Britas vidunderlige verden 1-5 / The Wonderfull World of Barney and Betty (1991)
- Take Care (1988)
- Trylle og tøjdyrene 1 - den gyldne ring / Magic Mary and her puppets (1985)
- Trylle og tøjdyrene 2 - En rævepels (1985)
- Roji Negra (1985)
- Hvordan det videre gik den grimme ælling / The futher adventures of the Ugly Duckling (1982)
- Trællene / The Thralls – 9 episoder (1980)
- Hellere rask og rig end syg og fattig / Better rich and healthy than poor and sick (1977)
- Historiebogen / The Historybook – 9 episoder (1973)
- Ønskebenet / The Wishbone (1972)
- Cirkeline / Circleen – 19 episoder (1967-71)
- Bennys Badekar / Bennys Bathtub (1970)
- Regnbuen / The Rainbow (1969)
- Flodhesten / The Hippo (1969)
- Det store slæderøveri (1969)
- Drengen og månen / The boy and the moon (1968)
- It don't mean a thing (1967)
- Generalen / The General (1966)
- Slambert / Scoundrel (1966)
- Elverskud (1966)
- Hvordan man opdrager sine forældre / How to bring up your parents (1966)
- Skorstensfejeren gik en tur (1965)
- Fagotten der fik ondt i maven (1965)
- Concerto erotica (1964)
- Agnete og Havmanden (1964)